# ハミルトン・カウンティ (戦車揚陸艦)
ハミルトン・カウンティ（USS Hamilton County, LST-802）は、アメリカ海軍向けに建造されたLST-542級戦車揚陸艦の1隻。艦名はアメリカ各地に見られる地名ハミルトン郡に由来し、現在までにこの名を与えられた唯一の米軍艦である。

## 経歴

### 第二次世界大戦
1944年9月2日、LST-802の艦名でジェファーソンビル船舶機械にて起工され、1944年10月19日にはドロレス・アルバーツ夫人（Mrs. Dolores Alberts）をスポンサーに迎えて進水式を行った。1944年11月13日、K・G・アダムス海軍予備役大尉（K. G. Adams）を艦長に迎えて就役した。
フロリダ沖での慣熟航海を終えたLST-802は、ミシシッピ州ガルフポートにてクォンセット・ハット（蒲鉾兵舎）の部品を積み込み、12月18日にはニューオーリンズを出港した。その後、パナマ運河とサンフランシスコを経由し、1945年2月4日には真珠湾に到着して積み荷を降ろす。その2週間後にはソロモン諸島方面の作戦に参加するべく出港し、3月7日にはガダルカナル島に到着した。18日、海兵隊員をグアムへ輸送する為にガダルカナル島を出港。4月3日、サイパンへ到着し、沖縄侵攻作戦の発動に備えた。12日、150名のシービー（海軍工兵）を搭載したLST-802は琉球諸島に向けて出港する。4月17日、沖縄本島の金武湾に進出し、橋頭堡を強化するべくシービーおよび物資の揚陸を行った。その後は終戦まで沖縄＝フィリピン間の人員および物資輸送任務に従事した。
終戦後は1946年4月中頃まで極東に展開する進駐軍の占領任務に従事した。1946年7月21日に退役し、日本商船管理局(SCAJAP)の管理下に移された。

### 朝鮮戦争
朝鮮戦争勃発後の1950年8月30日、朝鮮半島への人員・物資輸送能力を確保するべく、横須賀基地にてLST-802の再就役手続きが行われた。新たな艦長にはウラジーミル・フェドロビッチ大尉（Vladimir Fedorowicz）が就任した。9月10日、神戸にて第1海兵師団の一部を搭載して出港し、5日後には仁川上陸作戦におけるブルー・ビーチ地点で揚陸を行った。この時の揚陸作戦について、ダグラス・マッカーサー元帥は「海軍と海兵隊が今朝ほどに輝いたことはなかった」という言葉を残している。上陸作戦後もLST-802は引き続き仁川への追加輸送任務に従事した。10月15日から元山方面の輸送任務に割り当てられ、1ヶ月ほど活動した後、横須賀基地に帰投した。12月中頃、興南方面で米韓軍部隊の撤退支援に従事。1951年1月を通じて韓国沿岸で捕虜や人員の輸送任務に従事した後、3月20日にはオーバーホールの為にアメリカ本土へ向けて横須賀を出港した。8ヶ月後には前線へ復帰し、日本＝韓国間の輸送任務を再開した。1951年11月から1952年6月まで、韓国周辺における物資輸送、撤退支援、あるいは港湾指揮などの任務に従事。その後一時的に米本土に呼び戻されたが、以後は1954年2月まで極東方面での任務に従事した。

### 太平洋艦隊
1年後、第一次台湾海峡危機が勃発した為に再び極東方面へと派遣された。LST-802に課された任務は、他の第7艦隊所属艦とともに中華民国側の軍人や物資を台湾島まで避難させることであった。1955年7月1日、ハミルトン・カウンティ（USS Hamilton County, LST-802）と艦名を改める。1955年8月から1956年8月まではカリフォルニア州沿岸での任務に従事。
1956年10月中頃、ハミルトン・カウンティは西太平洋へ派遣され、太平洋艦隊の第3水雷戦隊（Mine Squadron 3）に旗艦として配属された。なお、第3水雷戦隊旗艦は第70.5機動群（Task Group 70.5）および第1水雷隊（Mine flotilla 1）の旗艦も兼ねていた。佐世保を母港として活動し、日本、韓国、中華民国、フィリピン、タイなど、様々な国の部隊と共に掃海訓練を実施した。

### 海上自衛隊

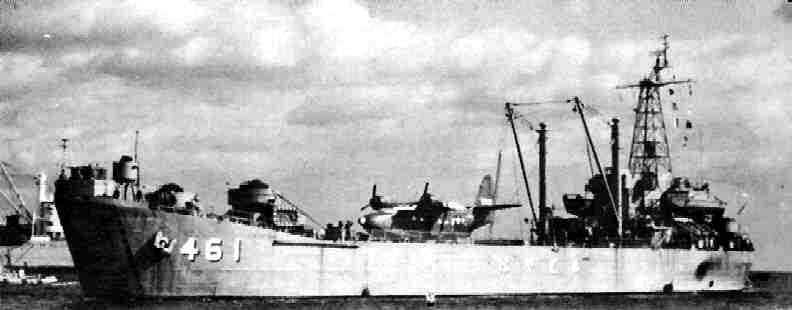
掃海母艦はやとも（MST-461）。甲板に搭載されているのは米空軍所属のHU-16水上機である。

自衛艦としての経歴としては珍しく米海軍から購入した艦である。購入金額は12万ドルであったという。米軍艦としては1960年6月30日に退役し、海上自衛隊に引き渡され「はやとも」（MST-461）と命名され、呉地方隊に編入された。米海軍艦籍簿からは7月1日にその名が削除された。
「はやとも」は佐世保重工業において掃海隊群旗艦及び掃海母艦としての改装工事が施され、司令部設備、倉庫などが設けられた。また、後部に訓練用機雷の敷設軌条も装備した。1961年6月1日、第1掃海隊群に旗艦として編入された。艦内スペースには余裕があり、速力の遅いことを除けば母艦として有用な艦であった。掃海母艦「はやせ」の就役に伴い、1972年3月31日に退役した。
LST-802は合計で8つの従軍星章を受章した。すなわち、第二次世界大戦での戦功に対するものが1つ、朝鮮戦争での戦功に対するものが7つである。